# Colospora
Colospora — рід грибів родини Polyporaceae. Назва вперше опублікована 2015 року.

## Класифікація
До роду Colospora відносять 2 види:
- Colospora andalasii
- Colospora citrispora